# Oskar Eriksson
Oskar Ingemar Eriksson (Karlstad, 29 de mayo de 1991) es un deportista sueco que compite en curling.
Participó en cuatro Juegos Olímpicos de Invierno, entre los años 2010 y 2022, obteniendo en total cuatro medallas, bronce en Sochi 2014, plata en Pyeongchang 2018, y dos en Pekín 2022, oro por equipo y bronce en mixto doble.
Ganó once medallas en el Campeonato Mundial de Curling entre los años 2011 y 2024, dos medallas en el Campeonato Mundial de Curling Mixto Doble, en los años 2019 y 2021, y once medallas en el Campeonato Europeo de Curling entre los años 2009 y 2023.

## Palmarés internacional
| Juegos Olímpicos               | Juegos Olímpicos            | Juegos Olímpicos  | Juegos Olímpicos |
| Año                            | Lugar                       | Medalla           | Prueba           |
| ------------------------------ | --------------------------- | ----------------- | ---------------- |
| 2014                           | Sochi (Rusia)               | Medalla de bronce | Equipo           |
| 2018                           | Pyeongchang (Corea del Sur) | Medalla de plata  | Equipo           |
| 2022                           | Pekín (China)               | Medalla de oro    | Equipo           |
| 2022                           | Pekín (China)               | Medalla de bronce | Mixto doble      |
| Campeonato Mundial             |                             |                   |                  |
| Año                            | Lugar                       | Medalla           | Prueba           |
| 2011                           | Regina (Canadá)             | Medalla de bronce | Equipo           |
| 2012                           | Basilea (Suiza)             | Medalla de bronce | Equipo           |
| 2013                           | Victoria (Canadá)           | Medalla de oro    | Equipo           |
| 2014                           | Pekín (China)               | Medalla de plata  | Equipo           |
| 2015                           | Halifax (Canadá)            | Medalla de oro    | Equipo           |
| 2017                           | Edmonton (Canadá)           | Medalla de plata  | Equipo           |
| 2018                           | Las Vegas (Estados Unidos)  | Medalla de oro    | Equipo           |
| 2019                           | Lethbridge (Canadá)         | Medalla de oro    | Equipo           |
| 2021                           | Calgary (Canadá)            | Medalla de oro    | Equipo           |
| 2022                           | Las Vegas (Estados Unidos)  | Medalla de oro    | Equipo           |
| 2024                           | Schaffhausen (Suiza)        | Medalla de oro    | Equipo           |
| Campeonato Mundial Mixto Doble |                             |                   |                  |
| Año                            | Lugar                       | Medalla           | Prueba           |
| 2019                           | Stavanger (Noruega)         | Medalla de oro    | Mixto doble      |
| 2021                           | Aberdeen (Reino Unido)      | Medalla de bronce | Mixto doble      |
| Campeonato Europeo             |                             |                   |                  |
| Año                            | Lugar                       | Medalla           | Prueba           |
| 2009                           | Aberdeen (Reino Unido)      | Medalla de oro    | Equipo           |
| 2011                           | Moscú (Rusia)               | Medalla de plata  | Equipo           |
| 2012                           | Karlstad (Suecia)           | Medalla de oro    | Equipo           |
| 2014                           | Champéry (Suiza)            | Medalla de oro    | Equipo           |
| 2015                           | Esbjerg (Dinamarca)         | Medalla de oro    | Equipo           |
| 2016                           | Renfrew (Reino Unido)       | Medalla de oro    | Equipo           |
| 2017                           | San Galo (Suiza)            | Medalla de oro    | Equipo           |
| 2018                           | Tallin (Estonia)            | Medalla de plata  | Equipo           |
| 2019                           | Helsingborg (Suecia)        | Medalla de oro    | Equipo           |
| 2021                           | Lillehammer (Noruega)       | Medalla de plata  | Equipo           |
| 2023                           | Aberdeen (Reino Unido)      | Medalla de plata  | Equipo           |